# Église Sainte-Madeleine de Bors
Pour les articles homonymes, voir Église Sainte-Madeleine.
L’église Sainte-Madeleine est une église catholique située à Bors, en France.

## Localisation
L’église est située dans le département français de la Charente, sur la commune de Bors.

## Historique
L'édifice est classé au titre des monuments historiques en 1994.